# Kayla Adamek
Kayla Adamek (Ottawa, 1 februari 1995) is een in Canada geboren voetbalspeelster die uitkomt Polen. Ze speelt als middenvelder voor Ottawa Rapid FC in de Northern Super League.

## Clubcarrière
Adamek begon met voetballen bij Ottawa Fury en voegde zich in 2013 bij UFC Knights in de Verenigde Staten, een universiteitsteam van de University of Central Florida. Ze groeide uit tot aanvoerster van het team. In 2017 werd ze uitgeroepen tot middenveldster van het seizoen van de American Athletic Conference.
Na haar periode aan de universiteit tekende ze een contract bij het Servische ŽFK Spartak Subotica. Met deze club kwam ze uit in de Champions League. Na een seizoen tekende ze een contract bij het Spaanse UD Granadilla, waar ze in eerste instantie deel uitmaakte van het tweede team alvorens ze werd overgeheveld naar het eerste elftal. In 2022 tekende ze een contract bij het Zweedse Vittsjö GIK. Na twee jaar ging ze een nieuwe uitdaging aan bij het Franse Stade de Reims. Na een seizoen keerde ze terug naar haar geboorteland waar ze onderdeel werd van Ottawa Rapid FC.

## Statistieken
| Seizoen | Club                   | Land      | Competitie            | Wedstrijden | Doelpunten |
| ------- | ---------------------- | --------- | --------------------- | ----------- | ---------- |
| 2020/21 | UD Granadilla Tenerife | Spanje    | Primera División      | 30          | 2          |
| 2021/22 | UD Granadilla Tenerife | Spanje    | Primera División      | 0           | 0          |
| 2022    | Vittsjö GIK            | Zweden    | Damallsvenskan        | 19          | 1          |
| 2023    | Vittsjö GIK            | Zweden    | Damallsvenskan        | 17          | 2          |
| 2024    | Vittsjö GIK            | Zweden    | Damallsvenskan        | 16          | 3          |
| 2024/25 | Stade de Reims         | Frankrijk | Division 1            | 9           | 0          |
| 2025    | Ottawa Rapid FC        | Canada    | Northern Super League | 2           | 0          |
| Totaal  | Totaal                 | Totaal    | Totaal                | 93          | 8          |

Bijgewerkt t/m 7 mei 2025.

## Interlandcarrière
Adamek koos voor een Poolse interlandcarrière, mede vanwege haar Poolse grootouders. Ze maakte in 2022 haar debuut voor het Poolse nationale team in een wedstrijd tegen Marokko op 6 oktober 2022.